# Mika Nurmela
Mika Nurmela (* 26. Dezember 1971 in Oulu) ist ein ehemaliger finnischer Fußballspieler.

## Spielerkarriere

### Verein
Nachdem er seine Jugendzeit bei verschiedenen Vereinen absolviert hatte, kam er ab 1988 erstmals im Herrenfußball zum Einsatz und bekam im Laufe der Jahre seinen ersten Profivertrag beim FC Haka Valkeakoski. Es folgten die Stationen Malmö FF (bis 1995/96), FC Emmen (bis 1999/2000), SC Heerenveen (bis 2003/04). Darauf wechselte er für eine Ablösesumme von 750.000 € als Hoffnungsträger im rechten Mittelfeld zum 1. FC Kaiserslautern. Dort konnte er jedoch den Ansprüchen an seine Person als aktiver, finnischer Nationalspieler nie gerecht werden und konnte sich nicht einmal als Stammspieler etablieren. 
Nach seinem erfolglosen Intermezzo beim FCK, den er vor der Saison 2005/06 verließ, folgten Stationen wie der HJK Helsinki, den er allerdings in der gleichen Saison wieder verließ und zum SC Heracles Almelo in die holländische Ehrendivision ging. Nachdem er im Sommer 2008 beschloss seine Karriere als aktiver Fußballspieler zu beenden, kehrte er bereits zu Beginn des nachfolgenden Spieljahres wieder in den aktiven Fußballsport zurück und war seitdem in der finnischen Zweitklassigkeit für den AC Oulu aktiv. Dort beendete der Mittelfeldspieler auch 2014 seine Karriere.

### Nationalmannschaft
Mika Nurmela absolvierte von 1992 bis 2007 insgesamt 71 Spielen für die finnische A-Nationalmannschaft und erzielte dabei vier Treffer.

## Erfolge
Finnischer Pokalsieger: 1994, 2006